# غوركيروف
غوركيروف هي بلدة في مقاطعة إيزباسكان في ولاية أنديجان في أوزبكستان.